# Branické ledárny
Branické ledárny jsou pozdně secesní průmyslový areál v pražské čtvrti Braník, ulice Ledařská, při pravém břehu řeky Vltavy. Areál byl v minulosti zbudován a sloužil jako ledárna, tedy velký sklad přírodního ledu. Součástí objektu byly také stáje pro koně, vila (kdysi správní budova) a dům správce objektu. Autorem Branických ledáren je architekt Josef Kovařovič, stavbu provedla firma Nekvasil. Od roku 1964 jsou Branické ledárny chráněnou stavební památkou. Jsou významné technicky i architektonicky a jsou významným objektem českého průmyslového dědictví. Ledárny jsou několik desetiletí v soukromém vlastnictví, veřejnosti nepřístupné a postupně chátrají.
V letech 1933–1959 byla ve smyčce „Ledárny“ ukončena tramvajová trať od Braníka.

## Důvod výstavby a poloha
Výstavbu ledáren iniciovali pražští hospodští, protože ledárna na ostrově Štvanice přestávala vyhovovat.
K ledárnám přiléhá záliv, kde byl led řezán. Lokalita byla také dále vhodná, protože šlo o jedno z nejchladnější míst ve vltavském údolí.

## Technické detaily
Budovu postavila známá karlínská firma Nekvasil. Stavělo se od roku 1909 do roku 1911 (průčelí domu však nese r. 1910). Hlavní budova areálu, tzv. lednice, byla jednou z prvních staveb využívající železobetonový skelet. Konstrukce byla dále obehnána izolační zdí s korkovou izolací a další vzduchovou mezerou. Má také důmyslný systém odvětrávání a odvodu vody.
Kapacita uskladněného ledu byla 20 tisíc tun.

## Práce ledařů a zánik činnosti
V minulosti se k chlazení piva používal přírodní led. Ten se v Praze běžně těžil přímo ze zamrzlé řeky Vltavy a uskladňoval v zemních krechtech. Tuto činnost vykonávali tzv. ledaři, což byli dělníci, kteří byli velmi často v letním období zároveň i voraři. Později pražští hospodští a restauratéři založili obchodní společnost Akciové ledárny, která v letech 1909 až 1911 vybudovala areál Branických ledáren. Led zde byl uskladněn po celý rok, pomocí těžkých nákladních povozů tažených koňmi pak byl během roku rozvážen do jednotlivých hospod po celé Praze a v jejím okolí. Led byl distribuován také do nemocnic, restaurací a potravinářských provozů. Původní provoz ledáren byl ukončen v roce 1954 v souvislosti s výstavbou Slapské přehrady Vltavské vodní kaskády, jež fakticky způsobila, že řeka Vltava v zimě téměř vůbec nezamrzá, a to ani za těch největších mrazů.
V osmdesátých letech (přinejmenším) byl v ledárnách sklad a balírna brambor podniku Ovoce zelenina Praha.

## Galerie

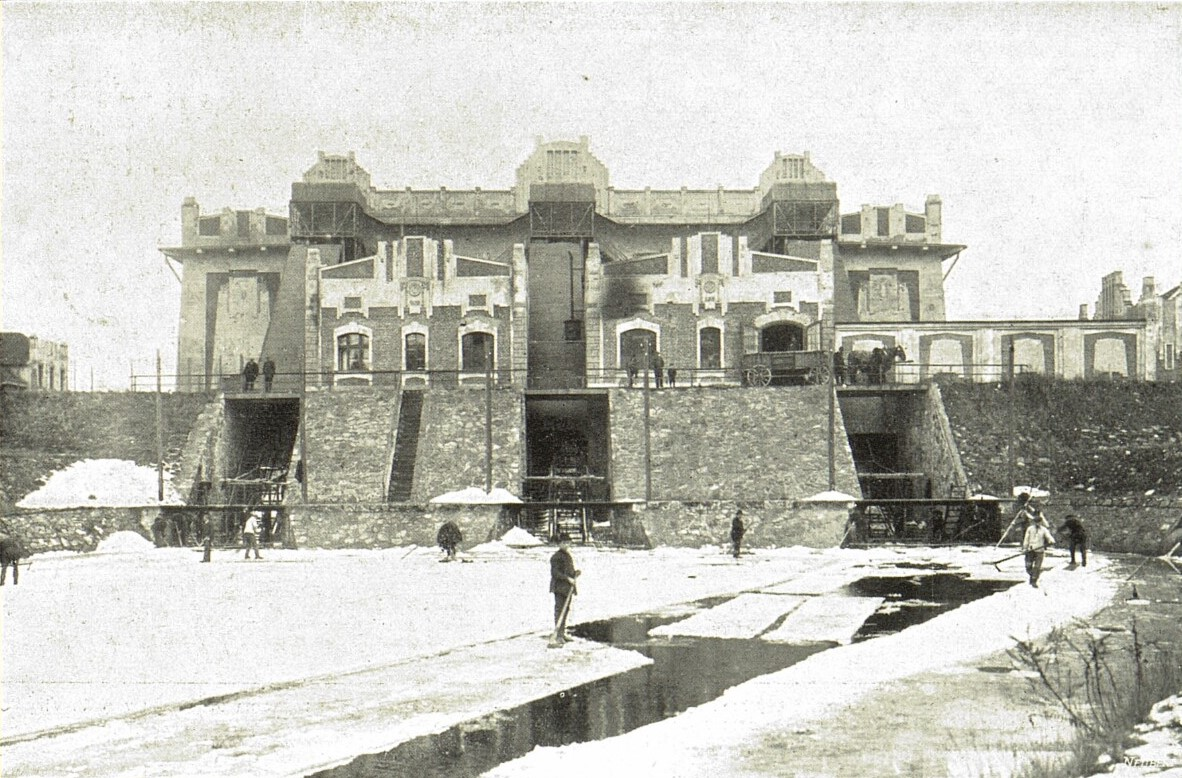
Branické ledárny s ledovým zálivem, 1913
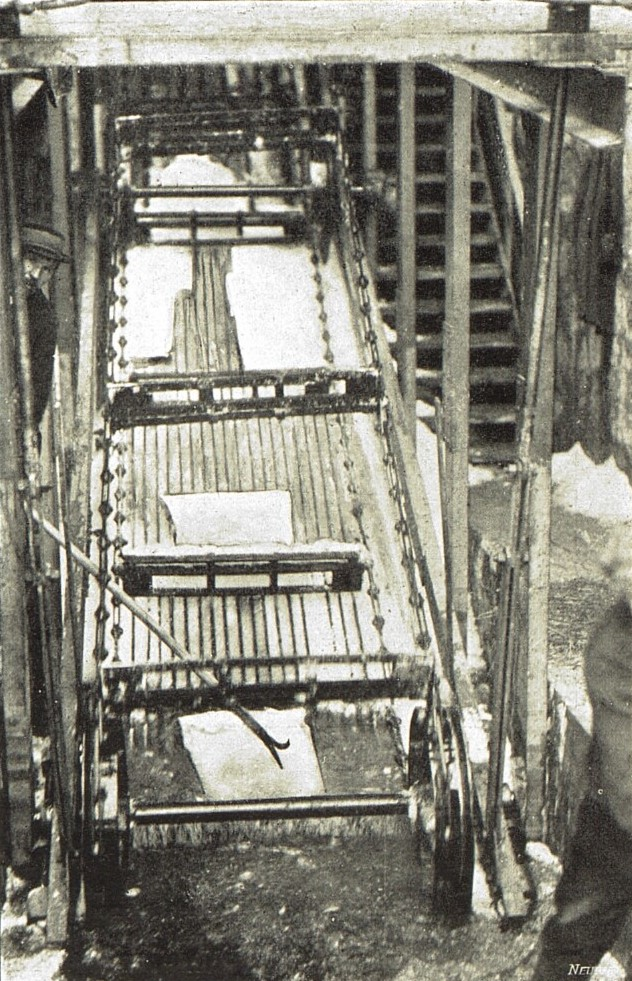
Branické ledárny, mechanizovaný transport ker
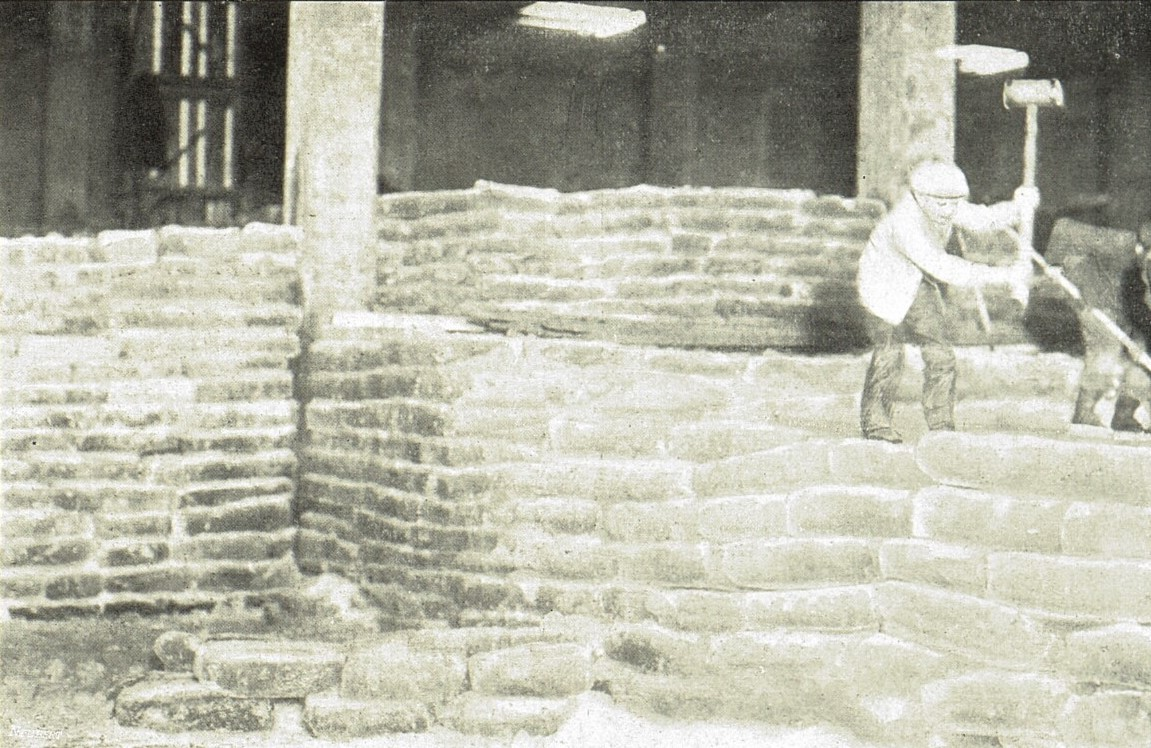
Branické ledárny, stavění ledových zdí

## Úvahy, co se stavbou dál
V polovině osmdesátých let 20. století byl návrh na přeměnu areálu v paleontologické muzeum. Návrh nebyl realizován. Po r. 1989 areál několikrát změnil majitele. Na konci devadesátých let se jej pokusila zakoupit i Praha, ale byla přeplacena zahraničním investorem. Areál sloužil převážně jako sklad a chátrá dodnes (info k r. 2018).
V r. 2010 byl předložen návrh Národnímu památkovému ústavu na přestavbu na byty a hotel. K realizaci též nedošlo.
V polovině devadesátých let 20. století se o areálu přemýšlelo jako možné místo pro nevěstinec. Magistrát v rámci řešení boje s prostitucí a night-kluby dal zadání všem městským částem, aby vytipovaly lokalitu na svém území, kde by byla tato činnost tolerována. V okolí ledárny totiž nikdo nebydlí a hlavní objekt nemá okna, byl tedy ideálním kandidátem na takovouto lokalitu.